# Instituto de Física Teórica y Experimental
El Instituto de Física Teórica y Experimental (en ruso: Институт теоретической и экспериментальной физики, abreviado ITEF) es un centro de investigación multidisciplinar situado en Moscú, Rusia. El ITEP realiza investigación en los campos de física teórica y matemática, astrofísica, física de altas energías, física nuclear, física de plasmas, física del estado sólido, nanotecnología, física de reactores y aceleradores, física médica y ciencias de la computación. El ITEF mantiene también un extenso programa educativo y organiza escuelas de física para académicos y estudiantes. El instituto ocupa parte de la finca «Cheriómushki-Známenskoie», una construcción artística del siglo XVIII y XIX.

## Historia
El ITEF fue creado el 1 de diciembre de 1945, inicialmente bajo el nombre de «Laboratorio n.º 3», con el propósito de desarrollar un reactor nuclear de agua pesada y de estudiar los rayos cósmicos, y como sección teórica del reactor KS 150. A lo largo de los años, el instituto amplió su programa de investigación a física de altas energías, astrofísica, física médica y otros campos relacionados.

## Investigación
El centro realiza investigación original en distintos campos de la física y la tecnología. Las áreas de investigación en física teórica se centran alrededor de la teoría cuántica de campos, incluyendo teoría de cuerdas. La investigación experimental incluye la participación activa en grandes proyectos internacionales, como los experimentos del LHC en el CERN, así como otros proyectos más pequeños, nacionales o locales.

## Controversias en 2012
En 2012, un gran grupo de científicos del ITEF realizaron una protesta ante el plan del gobierno ruso de integrar el ITEF en el Instituto Kurchátov. Según afirman, el propósito real del cambio es «matar» el ITEF en la práctica.